# Alexander Schenk
Alexander Schenk (* 12. November 1978) ist ein ehemaliger österreichischer Fußballtorhüter.

## Karriere
Schenk begann seine Karriere beim FC Kärnten. Zuerst spielte er in der Jugendabteilung und später bei den Amateuren, ehe er 2000 in den Kader der ersten Mannschaft geholt wurde. 2001 stieg er mit den Kärntnern als Ersatztorhüter in die höchste Spielklasse Österreichs auf. Im gleichen Jahr gewann er den ÖFB-Cup und den Supercup. 
In diesem Jahr gab er auch sein Debüt in der höchsten österreichischen Spielklasse, Schenk blieb jedoch Ersatztorhüter der Südösterreicher. Im Jänner 2004 wechselte er zum Satellitenklub BSV Juniors Villach. Nach der Auflösung der BSV Juniors wechselte er zur Saison 2004/05 in die Steiermark zum DSV Leoben, wo er in fünf Spielzeiten zu 115 Einsätzen in der zweiten Liga kam.
Zur Saison 2009/10 wechselte Schenk zurück in seine Kärntner Heimat zum viertklassigen SK Maria Saal. Zur Saison 2010/11 schloss er sich dem Regionalligisten SK Austria Klagenfurt an, für den er in dreieinhalb Jahren zu 70 Einsätzen in der Regionalliga kam. In der Saison 2012/13 spielte er zudem als Kooperationsspieler wieder für Maria Saal in der Landesliga. Im Jänner 2014 wechselte Schenk zum viertklassigen Annabichler SV, zu jenem Zeitpunkt Farmteam der Klagenfurter Austria.
Zur Saison 2014/15 schloss er sich dem Ligakonkurrenten ASKÖ Köttmannsdorf an. Für die Köttmannsdorfer machte er in zwei Spielzeiten 51 Spiele in der Landesliga. Zur Saison 2016/17 wechselte er eine Spielklasse tiefer zum Klagenfurter AC. Nach drei Einsätzen für den KAC kehrte er im Jänner 2017 innerhalb Klagenfurts nach Annabichl zurück. Bis zum Landesligaabstieg absolvierte er 31 Spiele für den ASV. Nach dem Abstieg wechselte er zur Saison 2018/19 erneut innerhalb Klagenfurts zum Neo-Ligakonkurrenten ASK Klagenfurt. Nach 24 Einsätzen für den ASK in der Unterliga kehrte er zur Saison 2019/20 nach Köttmannsdorf, wo er jedoch zu keinem Einsatz kam. In der Rückrunde der Saison 2019/20 hätte ein drittes Engagement in Annabichl folgen sollen, er kam jedoch aufgrund des Saisonabbruchs zu keinem Einsatz mehr für den Verein. Nach der Saison 2019/20 beendete Schenk seine Karriere als Aktiver vorzeitig. Doch kommt seit dem Trainerwechsel bei Köttmannsdorf in der Herbstsaison 2022 wieder zu Einsätzen.

## Erfolge
- 1 × österreichischer Cupsieger: 2001
- 1 × österreichischer Supercupsieger: 2001